# Torneo de Bangkok 2011
El Torneo de Bangkok es un evento de tenis que se disputa en Bangkok, Tailandia,  se juega entre el 24 de septiembre y el 2 de octubre de 2011.

## Campeones
- Individuales masculinos:  Andy Murray derrota a   Donald Young por 6-2 6-0.

- Dobles masculinos:  Oliver Marach /  Aisam-ul-Haq Qureshi derrotan a  Michael Kohlmann /  Alexander Waske por 7–6(4), 7–6(5).